# Tanis (Manche)
Tanis település Franciaországban, Manche megyében. Lakosainak száma 273 fő (2022. január 1.). Tanis Huisnes-sur-Mer, Servon és Pontorson községekkel határos.

## Népesség
A település népessége az elmúlt években az alábbi módon változott:
| Lakosok száma | 324  | 259  | 253  | 296  | 318  | 309  | 293  | 289  | 283  | 273  |
|               | 1968 | 1982 | 1990 | 2006 | 2013 | 2015 | 2017 | 2019 | 2020 | 2022 |